# William Mason Gray
William Mason Gray é um meteorologista americano que atualmente trabalha na Universidade do Estado do Colorado. Ele é o pioneiro na ciência de prever furacões. Em 1984, ele começou a liderar uma equipe de cientistas na Universidade Estadual do Colorado que desde então emitem previsões sobre a atividade de furacões numa determinada temporada. No final de 2005, ele deixou a liderança desta equipe para Philip J. Klotzbach para ter mais tempo livre na luta contra o aquecimento global. Atualmente ele é um cientista controverso neste assunto, pois defende que a causa do aquecimento global não é antropogênica (causado pelos humanos).